# Sega Mega Drive Ultimate Collection
Sega Mega Drive Ultimate Collection, in Nordamerika als Sonic’s Ultimate Genesis Collection bekannt, ist eine Videospielsammlung, die von Digital Eclipse entwickelt und von Sega erstmals in Nordamerika am 10. Februar 2009 und in Europa am 20. Februar 2009 für die PlayStation 3 und Xbox 360 veröffentlicht wurde. Sie enthält insgesamt 40 Spiele die von 1988 bis 1996 für das Sega Mega Drive erschienen sind, davon 7 aus der Sonic-Spieleserie, sowie 2 freispielbare Sega Master System-Spiele und 6 freispielbare Arcade-Spiele.
Es ist der Nachfolger von Sega Mega Drive Collection (2006) und der Vorgänger von Sega Mega Drive Classics (2010).

## Inhalt
Die Sega Mega Drive Ultimate Collection enthält folgende Spiele in alphabetischer Reihenfolge:
| Von Beginn an auswählbare Sega-Mega-Drive-Spiele | Von Beginn an auswählbare Sega-Mega-Drive-Spiele | Von Beginn an auswählbare Sega-Mega-Drive-Spiele | Von Beginn an auswählbare Sega-Mega-Drive-Spiele |
| Name des Spiels                                  | Release                                          | Genre                                            | Entwickler                                       |
| ------------------------------------------------ | ------------------------------------------------ | ------------------------------------------------ | ------------------------------------------------ |
| Alex Kidd in the Enchanted Castle                | 1989                                             | Jump ’n’ Run                                     | Sega                                             |
| Alien Storm                                      | 1991                                             | Beat ’em up                                      | Sega                                             |
| Altered Beast                                    | 1988                                             | Beat ’em up                                      | Sega                                             |
| Bonanza Bros.                                    | 1991                                             | Stealth                                          | Sega                                             |
| Columns                                          | 1990                                             | Puzzle                                           | Sega                                             |
| Comix Zone                                       | 1995                                             | Beat ’em up                                      | Sega                                             |
| Decap Attack                                     | 1991                                             | Jump ’n’ Run                                     | Vic Tokai                                        |
| Dr. Robotnik’s Mean Bean Machine                 | 1993                                             | Puzzle                                           | Sega, Compile                                    |
| Dynamite Headdy                                  | 1994                                             | Jump ’n’ Run                                     | Treasure                                         |
| Ecco the Dolphin                                 | 1992                                             | Action-Adventure                                 | Novotrade International                          |
| Ecco: The Tides of Time                          | 1994                                             | Action-Adventure                                 | Appaloosa Interactive                            |
| ESWAT: City Under Siege                          | 1990                                             | Action                                           | Sega                                             |
| Fatal Labyrinth                                  | 1990                                             | RPG                                              | Sega                                             |
| Flicky                                           | 1991                                             | Jump ’n’ Run                                     | Sega                                             |
| Gain Ground                                      | 1991                                             | Taktik-Shooter                                   | Sega                                             |
| Golden Axe                                       | 1989                                             | Beat ’em up                                      | Sega                                             |
| Golden Axe II                                    | 1991                                             | Beat ’em up                                      | Sega                                             |
| Golden Axe III                                   | 1991                                             | Beat ’em up                                      | Sega                                             |
| Kid Chameleon                                    | 1992                                             | Jump ’n’ Run                                     | Sega                                             |
| Phantasy Star II                                 | 1989                                             | RPG                                              | Sega                                             |
| Phantasy Star III                                | 1990                                             | RPG                                              | Sega                                             |
| Phantasy Star IV                                 | 1993                                             | RPG                                              | Sega                                             |
| Ristar                                           | 1995                                             | Jump ’n’ Run                                     | Sonic Team                                       |
| Shining Force                                    | 1992                                             | RPG                                              | Climax Entertainment, Sonic! Software Planning   |
| Shining Force II                                 | 1993                                             | RPG                                              | Sonic! Software Planning                         |
| Shining in the Darkness                          | 1991                                             | RPG                                              | Climax Entertainment, Sonic! Software Planning   |
| Shinobi III: Return of the Ninja Master          | 1993                                             | Hack and Slay                                    | Sega                                             |
| Sonic the Hedgehog                               | 1991                                             | Jump ’n’ Run                                     | Sonic Team                                       |
| Sonic the Hedgehog 2                             | 1992                                             | Jump ’n’ Run                                     | Sonic Team                                       |
| Sonic the Hedgehog 3                             | 1994                                             | Jump ’n’ Run                                     | Sonic Team                                       |
| Sonic & Knuckles                                 | 1994                                             | Jump ’n’ Run                                     | Sonic Team                                       |
| Sonic the Hedgehog Spinball                      | 1993                                             | Action-Adventure                                 | Sega, Polygames                                  |
| Sonic 3D: Flickies’ Island                       | 1996                                             | Jump ’n’ Run                                     | Sonic Team, Traveller’s Tales                    |
| Streets of Rage                                  | 1991                                             | Beat ’em up                                      | Sega                                             |
| Streets of Rage 2                                | 1992                                             | Beat ’em up                                      | Sega, Ancient                                    |
| Streets of Rage 3                                | 1994                                             | Beat ’em up                                      | Sega, Ancient                                    |
| Super Thunder Blade                              | 1988                                             | Shoot ’em up                                     | Sega                                             |
| The Story of Thor                                | 1991                                             | Action-Adventure                                 | Ancient                                          |
| Vectorman                                        | 1995                                             | Jump ’n’ Run                                     | BlueSky Software                                 |
| Vectorman 2                                      | 1996                                             | Jump ’n’ Run                                     | BlueSky Software                                 |
| Freischaltbare Sega-Master-System-Spiele         |                                                  |                                                  |                                                  |
| Name des Spiels                                  | Release                                          | Genre                                            | Entwickler                                       |
| Golden Axe Warrior                               | 1991                                             | Beat ’em up                                      | Sega                                             |
| Phantasy Star                                    | 1987                                             | RPG                                              | Sega                                             |
| Freischaltbare Arcade-Spiele                     |                                                  |                                                  |                                                  |
| Name des Spiels                                  | Release                                          | Genre                                            | Entwickler                                       |
| Alien Syndrome                                   | 1987                                             | Shoot ’em up                                     | Sega                                             |
| Altered Beast                                    | 1988                                             | Beat ’em up                                      | Sega                                             |
| Congo Bongo                                      | 1983                                             | Adventure                                        | Sega                                             |
| Fantasy Zone                                     | 1986                                             | Shoot ’em up                                     | Sega                                             |
| Shinobi                                          | 1987                                             | Beat ’em up                                      | Sega                                             |
| Space Harrier                                    | 1985                                             | Shoot ’em up                                     | Sega                                             |
| Zaxxon                                           | 1981                                             | Shoot ’em up                                     | Sega                                             |

## Rezeption
Sega Mega Drive Ultimate Collection wurde allgemein positiv bewertet.

„Sega zeigt, wie Retro-Recycling vernünftig geht: Ultimativ ist die Sammlung zwar nicht (dazu fehlen doch einige namhafte Titel), aber wer auch nur einen Funken Sympathie für Pixel besitzt, wird damit reichhaltig beschert. Gut, ein paar Gurken sind dabei, aber ingesamt [sic] gesehen stimmt nicht nur die Masse, sondern auch die Klasse. Das Drumherum geriet etwas lieblos, doch das stört nicht weiter: Die Spiele machen überwiegend immer noch Spaß, die Emulation funktioniert tadellos und speichern kann man auch jederzeit – prima! Die volle Ladung: umfassende Retrospektive mit massenhaft Titeln, von denen viele auch heute noch Spaß machen.“